# Johnny Wanna Live
«Johnny Wanna Live» es una canción de la cantante alemana Sandra, publicada como sencillo en 1992 e incluida en el álbum recopilatorio 18 Greatest Hits. Aunque el tema ya había aparecido en su álbum precedente Paintings in Yellow, de 1990, la canción se volvió a presentar para esta ocasión con un diferente arreglo musical y la letra ligeramente retocada.  
«Johnny Wanna Live», coescrita por Frank Peterson y más tarde rehecha por su entonces novia Sarah Brightman para su álbum Dive (1993), fue un alegato en contra del maltrato de los animales. El vídeo musical que lo acompañaba fue dirigido por Howard Greenhalgh, donde se mostraba escenas impactantes de crueldad hacia los animales. En una entrevista en Suecia, Sandra explicó el origen de la canción citando su desaprobación en que la gente se vistiera con abrigos de piel de procedencia animal. 
El tema no cumplió con las expectativas comerciales y ni siquiera entró en el top 20 de Alemania.

## Sencillo
- Sencillo 7"

A: «Johnny Wanna Live» - 3:50
B: «Mirrored in Your Eyes» - 3:26
- Sencillo 12"

A: «Johnny Wanna Live» (Extended Version) - 5:18
B1: «Johnny Wanna Live» (Radio Edit) - 3:50
B2: «Mirrored in Your Eyes» - 3:26
- CD maxi

1. «Johnny Wanna Live» - 3:52
2. «Johnny Wanna Live» (Extended Version) - 5:18
3. «Mirrored in Your Eyes» - 3:26

## Posiciones
| País (1992)  | Puesto alcanzado |
| ------------ | ---------------- |
| Alemania     | 37               |
| Israel       | 9                |
| Países Bajos | 67               |